# جمهوری شورایی سوسیالیستی ایران
جمهوری شورایی سوسیالیستی ایران یا جمهوری شورایی ایران یک جمهوری شورایی سوسیالیستی با عمر کوتاه بود که با ریاست میرزا کوچک خان جنگلی که از رهبران جنبش مشروطه گیلان بود با استفاده از نیروهای چریکی مشهور به جنگلی و با کمک ارتش سرخ در ۱۸ رمضان ۱۳۳۸ هجری قمری/ ۱۵ خرداد ۱۲۹۹ هجری شمسی در گیلان اعلام موجودیت کرد.
در حالی که انقلاب اکتبر روسیه در شوروی پایه‌های خود را استوار می‌کرد، نیروهای ارتش سرخ برای تعقیب روس‌های سفید که در شهر انزلی اردو زده بودند، وارد انزلی شده و آن‌ها را به همراه نیروهای بریتانیایی تحت حمایتشان مجبور به عقب‌نشینی کردند. از طرفی نیروهای میرزا کوچک خان جنگلی نیز از فرصت استفاده و رشت را تصرف کردند. پس از تصرف رشت و به کنترل درآوردن گیلان، رهبران جنبش جنگل در نامه‌ای به لئون تروتسکی فرمانده وقت ارتش سرخ پیروزی جنگلی‌های گیلان در استقرار جمهوری شورایی گیلان را اعلام کردند که تروتسکی شخصاً به ایشان تبریک گفت.
با توافق رهبران جنبش جنگل و بلشویک‌ها، یک هیئت با اعضای ایرانی و روسی به نام روکم (مخفف واژه روسی رولوسیونی کمیتت: کمیته انقلاب) رهبری جنبش را در رشت به دست گرفتند. هیئت دولتی شکل گرفت که در آن میرزا کوچک خان مقام‌های سرکمیسر و کمیسر جنگ را بر عهده داشت.
میرزا کوچک خان با تبلیغات کمونیستی موافق نبود و مدتی بعد کمیتهٔ مرکزی حزب کمونیست ایران که در انزلی تشکیل شده بود، به این دلیل او را برکنار کرد. میرزا کوچک خان به نشانهٔ قهر رشت را به قصد فومن ترک کرد. سپس کمیته‌ای از سران حزب کمونیست ایران شامل خالو قربان و احسان الله خان تشکیل شد که با کمک ارتش شوروی علیه میرزا کوچک خان و طرفدارانش در ۶ مرداد ۱۲۹۹ کودتا کردند. دو روز بعد هیئت دولت با حمایت ارتش سرخ، دولت جدیدی را به ریاست احسان الله خان شکل داد. این دولت اقداماتی افراطی نظیر مصادرهٔ اموال مالکان و دولتی کردن زمین‌های وقفی را انجام داد که موجب نارضایتی مردم شد. در نتیجه حکومت مرکزی با کمک بریتانیایی‌ها رشت را تصرف کرد.
در پی برگزاری کنگره ملل شرق در باکو و بروز اختلاف در حزب کمونیست، کمیته مرکزی دیگری به ریاست حیدرخان عمو اوغلی تشکیل شد و خواهان همکاری با میرزا کوچک خان و جنگلی‌ها شد. دولت کودتایی سابق مجدداً رشت را تصرف کرد و احسان الله خان دولت جدیدی بدون حضور اعضای حزب کمونیست تشکیل داد و خواهان همکاری با میرزا کوچک خان شد. حیدرخان عمو اوغلی در اوایل سال ۱۳۰۰ هجری شمسی وارد گیلان شد و با سران جنبش توافق کرد که دولت جدیدی به ریاست میرزا تشکیل شود و کشورهای خارجی نیز در امور داخلی ایران دخالت نکنند و بلشویک‌ها برای جلوگیری از سقوط گیلان به دست حکومت مرکزی به جنبش یاری برسانند.
سران جنبش جنگل جمهوری شورایی سوسیالیستی گیلان (جمهوری گیلان یا جمهوری شورائی گیلان) را در ۱۳ مرداد ۱۳۰۰ تشکیل دادند که در آن میرزا کوچک خان سر کمیسر و کمیسر مالی، حیدرخان کمیسر خارجی و خالوقربان کمیسر جنگ را بر عهده داشتند. وظیفه این حکومت سازماندهی انقلابیون و استفاده از گیلان برای حمله به پایتخت و تضعیف حکومت مرکزی که در صدد سرکوب جنبش جنگل بود. این حکومت با روسیه و بریتانیا مخالف بود. این حکومت دچار اختلاف بود و دارای چهار شاخه مختلف شده بود که با هم رقابت می‌کردند.
در ۶ مهر ۱۳۰۰، تنی چند از هواداران میرزا کوچک خان بدون اطلاع او به جلسه اعضای حکومت در ملاسرا حمله کرده و عده‌ای از جمله حیدرخان را به قتل رساندند. این رخداد باعث بروز نزاع مسلحانه بین گروه‌های مختلف نهضت شد و منجر به این شد که نیروهای حکومت مرکزی به فرماندهی رضاخان میرپنج و با حمایت تسلیحاتی و حضور افسران بریتانیایی، گیلان را به سادگی تصرف کنند.
رشت در ۲۲ مهر ۱۳۰۰ به تصرف نیروهای حکومتی درآمد و میرزا کوچک خان و یارانش به تعقیب و گریز در جنگل‌ها ادامه دادند تا این که میرزا در ۱۱ آذر ۱۳۰۰ در خلخال در راه رسیدن به عظمت خاله که حامی همیشگی وی بود، در بوران و برف درگذشت و نزاع نظامی خاتمه پیدا کرد.

## زمینه‌های تأسیس
در سال ۱۹۱۵ اولین ریشه‌های جنبش جنگل توسط آزادی خواهان و به رهبری میرزا کوچک خان، دکتر حشمت و میرزا حسین کسمایی و سایر نیروهای مشروطه خواه (مجاهدین) ایجاد شد. فنون نظامی به نیروهای داوطلب جنگلی توسط افسران ترک، اتریشی و آلمانی تعلیم داده شد.
میرزا کوچک خان و حدود ۳۰۰ چریک مسلح تحت فرمانش که جنگلی خوانده می‌شدند تا سال ۱۹۱۶ به تدریج گیلان را به کنترل خود درآوردند.
در مارس ۱۹۱۸ حمله‌ای به قزوین انجام شد که موفقیت‌آمیز نبود. در اوت ۱۹۱۸ در حالی که جنگ جهانی اول به پایان نزدیک می‌شد انگلستان قراردادی با جنگلی‌ها بست که به موجب آن گیلان منطقه جنگلی‌ها محسوب می‌شد ولی افسران ترک و آلمانی و اتریشی باید گیلان را ترک می‌کردند. در سال ۱۹۱۹ دولت مرکزی ایران با کمک نیروی قزاق حمله‌ای به جنگلی‌ها انجام داد و توانست مناطق تحت کنترل جنگلی‌ها را پس بگیرد.
پس از قرارداد ۱۹۱۹ وثوق الدوله بین ایران و انگلیس میرزا کوچک خان با حمایت بلشویکها جمهوری شورایی سوسیالیستی ایران تشکیل داد.
برنامه سیاسی کوچک خان را باید پس از اتحاد وی با کمونیست‌های ایرانی و باکویی توجیه کرد. این برنامه عبارت بود از تأسیس جمهوری گیلان در ژوئن ۱۹۲۰ (۱۴ خرداد ۱۲۹۹).
پیش از تشکیل جمهوری شورائی گیلان نیز رهبران نهضت به مصادره املاک مالکان فئودال پرداختند که به پایتخت گریخته بودند. البته شخص کوچک‌خان علاقه خاصی به مصادره املاک نداشت، زیرا سیاست ارضی او با تمایلات شدید مذهبی در هم آمیخته بود.
کوچک‌خان کلاً هوادار احیای چیزی بود که به گونه مبهمی «نظام دموکراتیک اسلامی» توصیف شده است یعنی یک نظام وصول مالیات به صورت زکات از مالکان برای کمک به مردم فقیر و دیگر اقدامات مشابه، بر مبنای دستورهای قرآنی.
برنامه حکومت خودمختار نهضت گیلان در اندیشه‌های ناسیونالیستی و وحدت اسلامی خلاصه می‌شد.

## انقلاب اکتبر روسیه و تأسیس حکومت جمهوری سوسیالیستی در گیلان

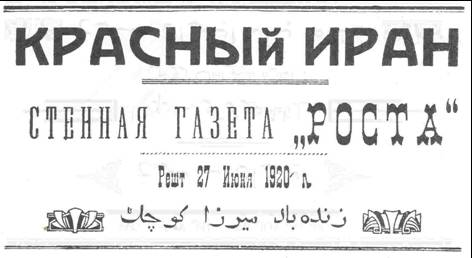
روزنامه دیواری دوزبانه ۲۷ ژوئن ۱۹۲۰

با پیروزی و تثبیت موقعیت بلشویکها در انقلاب اکتبر روسیه زمینه کمک به جنبش جنگل مهیا شد. در می۱۹۲۰ ناوگان کاسپین شوروی به بندرانزلی حمله کرد. بهانه این حمله وجود نیروهای فراری ژنرال ارتش سفید، آنتون دینیکین بود که در انزلی موضع گرفته و به نیروهای انگلیسی پناه داده بودند. نیروهای ارتش سرخ انزلی را تصرف کرده و بدون مقاومت نیروهای انگلیسی عقب‌نشینی کردند. پس از شکست نیروهای انگلیسی و گارد سفید، نیروهای انقلابی (جنگلی‌ها، اجتماعیون عامیون، روشنفکران انقلابی و کشاورزان) در گیلان رسماً «حکومت جمهوری شوروی ایران» را اعلام کردند. این حکومت تلگراف تبریک به لنین به مسکو مخابره کرد. در این شرایط است که روزهای اول تیرماه ۱۲۹۹، کنگره حزب سوسیال دمکرات (اجتماعیون عامیون) ایرانی، حزب عدالت در انزلی برگزار می‌شود و رسماً نام «حزب کمونیست ایران» را می‌پذیرد.

## تشکیل جمهوری شورایی سوسیالیستی و بروز اختلاف‌ها

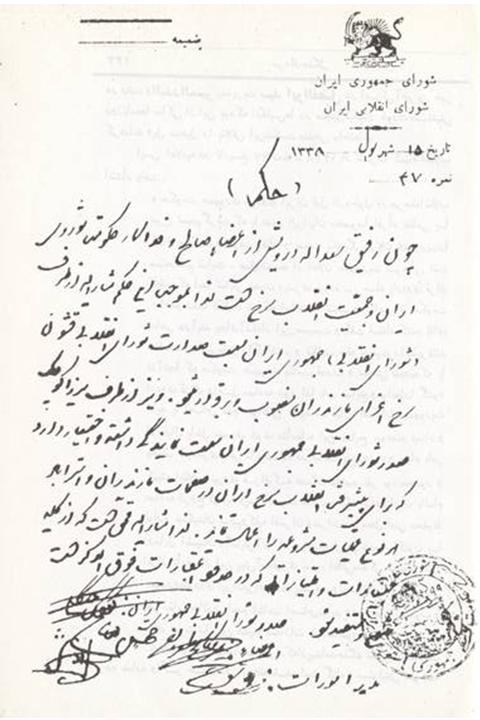
یک نامه اداری از دولت شوروی ایران

در ۲۰ می ۱۹۲۰ کوچک خان طی مذاکراتی از بلشویک‌ها قول گرفت که در امور داخلی نهضت دخالت نکنند. با این وجود، باز هم میرزا تسلیم نظر احسان اله خان مبنی بر پیشروی فوری قوای جنگل به سوی تهران و تأسیس یک حکومت انقلابی و امضای قراردادی با روس‌ها در مسکو نشد و به جای این کار، نیروهای نهضت وارد رشت شدند و جمهوری ایران را بنیان نهادند.
می۱۹۲۰ تشکیل این جمهوری اعلام شد. به دنبال استقرار نیروهای انقلابی در رشت اختلاف نظرها میان رهبران جنبش بر سر چگونگی حکومت بالا گرفت از مهم‌ترین مسایل مورد بحث تقسیم زمین میان رعیت‌ها بود. بخشی از حمایت از جنبش به علت پافشاری برخی رهبران بر تقسیم زمین و گرفتن زمین از مالکان به این طریق از دست رفت. هم‌زمان با پیاده شدن ارتش شوروی به خاک ایران، چند تن از اعضای حزب عدالت باکو نیز تدریجاً به گیلان وارد شدند، و سازمان حزبی‌شان را در رشت دائر نمودند، که روزنامهٔ «کامونیست» به مدیریت سید جعفر جوادزاده مبلغ وارگان حزب بود. افراد شناخته شدهٔ حزب عبارت بودند از: اسدالله غفارزاده، زاخاریان، علی‌زاده، آقایف و چندتن دیگر که بیشتر فعالیتشان به دادن میتینگ و فعالیت حزبی مصروف بود. این وضع مسلماً به پیشوای نهضت جنگل گران می‌آمد و احساس می‌کرد که اقدامات مزبور تعمداً و علی‌رغم نظریاتش که از پیش اعلام داشته بود، صورت می‌گیرد. این بود که روز جمعه ۲۲ شوال، مطابق با ۱۸ تیر ۱۲۹۹ معترضانه رشت را ترک و به فومن عزیمت نمود و اعلام کرد مادامی که اعضای حزب عدالت از پرخاش و ستیزه‌جوئی و تبلیغات مرامی دست برندارند از فومن برنخواهد گشت.

## کودتای سرخ

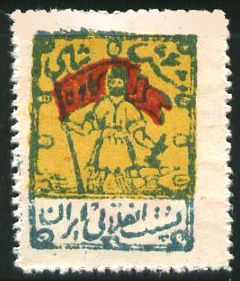
تمبر چاپ شده در دوران جمهوری شوروی ایران

کودتای سرخ از اینجا شروع شد که در روز معین (۲۴ ذیقعده ۳۸) همهٔ طرفداران میرزا کوچک را هرجا که بودند دستگیر و بازداشت نمودند. نقشهٔ کودتا طوری طرح‌ریزی شده بود که می‌بایست میرزا کوچک یا کشته می‌شد یا دستگیر می‌گردید، و درهرحال از کادر انقلاب خارج می‌شد و زمام امور را به دیگران می‌داد. ولی او توطئه را قبلاً احساس کرده و به جنگل رفته بود. چون روس‌ها و کمونیست‌های گیلان از میرزا کوچک دلگیر شده بودند، که چرا بدون مقدمه و اطلاع رشت را تخلیه نموده به جنگل‌های انبوه فومنات پناه برده است، انقلابیون قشون انبوهی در پسیخان مجتمع نموده، به فکر حمله به فومنات و گوراب زرمیخ بودند. یکی دیگر از زمینه‌های اختلاف میان جناح کمونیست و جناح میرزا در جمهوری، این بود که کمونیست‌ها که خود را صرفاً در برابر کمیته اجرایی انترناسیونال سوم مسئول می‌دانستند با هرگونه شکلی از حکومت پارلمانی مخالف بودند. کمونیست‌ها آشکارا می‌گفتند که کلیه اعضای جمهوری گیلان بایستی مرجعیت انترناسیونال سوم را به صورت یک ایمان قلبی بپذیرند.
روز سیزدهم ذی‌الحجه ۱۳۳۸ شورای انقلابی تشکیل یافت و طرفداران میرزا کوچک را محبوس کردند. بیان نامه‌هایی در شهر رشت منتشر، و نطق‌هایی در مجامع و سبزه‌میدان ایراد گردید که نسبت به میرزا کوچک هتاکی داشته است. بعضی از ناطقین مدعی بودند که میرزا کوچک با سلطان احمدشاه سازش نموده و به انقلاب «خیانت» کرده است. میرزا کوچک در جواب اعلام داشت که این عده خیال غارت اموال اهالی را دارند و چنانچه در بادکوبه علاوه بر بیست میلیون هستی ایرانی‌ها را بردند، در گیلان هم خیالات اجرای همان وضعیت را در سر می‌پرورانند. میرزا کوچک معتقد بود که «اجرای یک عقیدهٔ مفرط و تند، مذموم و محال است. زمام امور ایران می‌بایستی به دست ایرانی‌ها اداره شود.» احسان اله خان می‌نویسد که حتی پیش از اعلام جمهوری ایران، کوچک خان نسبت به هدفهای بلشویک‌ها مشکوک بود؛ در حالی که با عوامل بلشویک اتحاد انقلابی بسته بود… کوچک خان می‌خواست پیش از صدور انقلاب خود به تهران با بلشویک‌ها قرارداد ببندد.
در اسفند ۱۲۹۹ کودتای رضاخان فرمانده نیروی قراق در تهران انجام شد؛ دولت کودتایی سید ضیاء تشکیل و رضا خان وزیر جنگ شد.
در حمل سال ۱۳۰۰ جلالی، احسان الله خان از تمام ادارات سرکشی نمود و در همه جا اعلام کرد که وطن در خطر افتاده و می‌بایستی اعضا و اجزاء ادارات اسلحه بردارند. کسی جرئت نداشت که در مقابل احسان الله خان اظهار وجودی نماید. تیرباران و اعدام جزو کارهای روزمره به‌شمار می‌رفت.
اما عوامل کودتا برای دستگیری میرزا با توپخانه به جنگل یورش بردند، که میرزا دستور داد جنگلی‌ها بدون مقاومت و زد و خورد عقب بکشند. ضمناً برای استحضار زمامداران مسکو، لازم دید نمایندگانی نزد لنین بفرستد و نامبرده را از آنچه در گیلان گذشته است آگاه سازد. کودتای رشت را بولومکین اداره می‌کرد، که نمایندهٔ چکای شوروی در گیلان بود.
متعاقب وقوع کودتا، هیئت دولت انقلابی به شرح زیر معرفی گردید:
احسان الله خان (سر کمیسر و کمیسر خارجه) - خالو قربان (کمیسر جنگ) - سید جعفر محسنی (کمیسر تلگراف) - جوادزاده پیشه‌وری (کمیسر کشور) - آقازاده (کمیسر دادگستری) - بهرام آقایف (کمیسر فوائد عامه) - حاجی محمدجعفر کنگاوری (کمیسر فرهنگ).
از جمله برنامه‌های دولت جدید: تشکیلات ارتش ایران مانند ارتش سرخ روسیه و حمله به طهران، لغو اختیارات مالکان و امحاء اصول ملوک‌الطوایفی و رفع احتیاجات اصلی کارگران شهر و دهات بود.
از جمله نتایجی که کودتا به بار آورد: حریق بازار رشت که اموال بسیاری از بازرگانان سوخت و به یغما رفت و صدها هزار تومان زیان وارد ساخت، عقب‌نشینی میرزا به سه‌سار و دوالکوه در مقابل تهاجم عوامل کودتا، ضبط اموال ساکنان رشت به وسیلهٔ حاکم دولتی و تهدید به پرداخت پول با «کندن قبر» و اعلام اینکه عدم پرداخت مستلزم «زنده به گور شدن» است.

## نبرد انقلابیون و جنگلی‌ها
جنگلی‌ها که عقب‌نشینی تا سه‌سار و توسه‌کله را نوعی اهانت به خود فرض می‌کردند، و از آنجایی که در نامه‌های رفیق مدیوانی به میرزا بویی از سازش و صلح به مشام نمی‌رسید، بر این شدند که دیگر از روش قدیمی میرزا دائر بر عقب‌نشینی پیروی نکنند. در مقابل عوامل کودتا و مهاجمان روس از پسیخان گذشته به جمعه‌بازار رسیدند و چون بالاجبار باید از آن رودخانه بگذرند و آن زمان پلی وجود نداشت، لذا از نظر جنگلی‌ها نقطهٔ مناسبی برای دفاع محسوب می‌گشت. جنگ بین طرفین سه شبانه‌روز طول کشید و سرانجام توپخانهٔ سنگین از رشت به کمک مهاجمان رسید، که سنگرهای دفاعی را به شدت می‌کوبید و جنگلی‌ها به ناچار به صومعه سرا عقب نشستند. جنگ صومعه سرا مهم‌تر و خونین‌تر برگزار شد، چه به علت کشته شدن چند نفر جنگلی، خشم جنگلی‌ها تحریک شده و ابراز مقاومت دوبرابر گردید. همین مقاومت و پایداری شدید در نهایت به شکست و عقب‌نشینی مهاجمان منجر گردید. مدافعان صومعه‌سرا که که آتش حملهٔ دشمن را سست و ضعیف دیدند به حملهٔ متقابل پرداختند و معین‌الرعایا که در حبس انقلابیون رشت بود موقع را مغتنم شمرده، اقدام به فرار نموده و پس از سه شبانه‌روز در قریهٔ سه‌سار به میرزا ملحق شد.

## پیشروی و عقب‌نشینی نیروهای حکومتی
قوای حکومت بر اثر ضعف جبهه‌ها کم‌کم به رشت نزدیک شد و چون نیروی سرخ پایداری جدی نمی‌کرد لذا در سی‌ام مرداد ۹۹، شهر را تخلیه و به سمت خمام و پیربازار عقب نشست. قواء دولت به مجرد ورود به رشت، سمت خمام و پیربازار پیشروی نمود. لیکن، این پیشروی فوری را از نظر نظامی باید عملی خلاف احتیاط نامید، زیرا بر اثر عکس‌العمل شدیدِ انقلابیون مجبور به عقب‌نشینی شدند و حتی از شهر رشت خارج گردیدند. در این ماجرا دو گلوله توپ به شهر رشت اصابت کرد.
اما دومرتبه حمله آغاز گشت و شهر رشت مجدداً به تصرف قواء دولت درآمد. پیشروی قواء دولت تا خمام و پیربازار با موفقیت به انجام رسید و صدای توپ و مسلسل طرفین همه‌جا شنیده می‌شد. در این هنگام، یک کشتی جنگی روسی از پشت حسن‌رود و در محلی موسوم به انارکله، نیروی مهاجم را به توپ بست و تعدادی سرباز به این نقطه پیاده نمود. جنگ وارد نقطهٔ حساسی شد و از هر سو آتش و مرگ می‌بارید. از اتریاد همدان که تعدادشان حدود هفتصد نفر می‌شد، چیزی باقی نمانده بود و خون کشته‌شدگان مزارع برنج و کشتزارها را رنگین می‌ساخت. سرانجام، استاروسلسکی فرماندهٔ کل قواء دولت فرمان عقب‌نشینی داد. شهر رشت بلافاصله تخلیه شد و به دنبال آن، عدهٔ زیادی از ساکنینش شروع به فرار کردند. فرار رشتی‌ها بی علت نبود، چرا که از تلافی نیروی سرخ نسبت به خود بیمناک بودند. این بیم از آنجا سرچشمه می‌گرفت که هنگام رانده شدن سرخ‌ها از شهر، عده‌ای به آنان حمله‌ور شده، جمعی را خلع‌سلاح کرده و عده‌ای را کشته بودند و همچنین، به اردوی قواء دولتی کمک رسانده بودند. به این مهاجرت سریع و برق‌آسا نام «فاجعه» نهاده شده، زیرا مهاجرین حتی موفق نشدند مال‌هایشان را از خانه ببرند یا فرزندان و بستگانشان را از خطرات منصوره باخبر کنند. عده‌ای از مهاجرین به دلیل نداشتن وسایل زندگی و از گرسنگی تلف شدند.
فرماندهٔ ایرانی سرخ احسان الله خان بعد از استقرار مجدد در رشت، بیانیه‌هایی صادر نموده و خطاب به هموطنان، خائنین داخلی و دولت بیرحم انگلیس را تقبیح نمود.

## آشتی سران انقلاب
ملاقات نمایندگان جنگل با زمامداران شوروی در مسکو، به آنجا رسید که قرار شد یک عضو کمیتهٔ اجرائی حزب برای بررسی اوضاع گیلان و تحقیق از علل بروز اختلافات به گیلان بیاید. اما با مراجعت این نماینده، از آنجایی که به دلیل نقاهت گائوک از طرف جنگل کسی نبود که او را با توضیحات کافی آشنا کند، لذا اعضای حزب عدالت تنها به قاضی می‌روند و میرزا را در گیر و دار حوادث مقصر اعلام می‌کنند. لذا نمایندگان جنگل که پس از نقاهت هوشنگ عازم می‌شوند به مجرد ورود به انزلی دستگیر، و تمام اسناد همراهشان مصادره می‌شود.
اما چندی بعد پس از آنکه قوای جنگل به محل استقرار ارتش سرخ نزدیک شدند، نامه‌ای از طرف انقلابیون به جنگل می‌رسد و در این نامه که مهر احسان الله خان و خالو قربان و مهر انقلاب در ذیل آن به کار رفته بود، خواهان دوستی مجدد با میرزا کوچک می‌شوند و می‌نویسند «شما گاهی در سیاست اشتباه می‌کنید و شما شهر را تخلیه نمودید و ما زمام انقلاب را به دست گرفتیم و اگر با شما جنگیدیم برای دفاع از انقلاب بود.»
میرزا کوچک به نامهٔ مزبور جواب داد و اشتباهات احسان الله و خالو قربان را یکایک برشمرد و توضیح داد که از جانب وی سوء سیاستی به ظهور نرسیده است و هر چه بوده عهد شکنی بعضی فرماندگان ارتش سرخ بوده است. میرزا همچنین در این نامه، آماده نبودن ملت برای هضم مرام اشتراکی را متذکر و پیش بردن عاقلانهٔ انقلاب را خواستار شد.
بعد از تبادل نامه‌ها نوبت به ملاقات رسید. خالوقربان و احسان الله خان برای دیدار میرزا به فومن رفتند. دلیل اصلی این ملاقات این بود که این دو می‌دانستند به زودی نمایندهٔ شوروی، یعنی حیدر عمو خان اوغلی برای نظارت به گیلان می‌آید و امکان دارد او این دو را به‌طور کلی از کارها کنار بگذارد. پس بهتر است زودتر با میرزا از سر صلح و سازش درآیند. در نتیجه، در فومن به کدورت‌های گذشته پایان می‌بخشند. بعد از مراجعت خالو و احسان به فومن نزد میرزا کوچک خان، اعلامیه‌ای به امضای هر دو نفر منتشر گردید، مبنی بر اینکه «دادن میتینگ‌های ضدانقلابی و هرگونه عمل و رفتاری برخلاف شرع انقلاب، موجب عکس‌العمل شدید حکومت است. مخصوصاً در این موقع که وحدت و اتفاق بین دو دستهٔ انقلابیون برقرار شده به هیچ‌کس اجازهٔ تبلیغات سوء داده نمی‌شود؛ و متخلفان در دیوان انقلابی محکوم خواهند شد.»

## تشکیل کمیتهٔ انقلاب
اعلان

کمیتهٔ انقلاب ایران از تاریخ تشکیل و افتتاح خود تا امروز به حل و تصفیه قضایای عمده اساسی مشغول بوده و به این جهت اصلاحات و تنظیم دواتر داخلی به عهده تعویق افتاد درصورتی‌که دیدگاه کمیتهٔ انقلاب نه تنها استقرار آزادی و مبارزه با شاه و شاه‌پرستان و دشمنان انقلاب است بلکه در همه حال تهیهٔ وسایل آسایش عامه را وجههٔ همت و مراقبت خود ساخته الحال برای اینکه به انتظارات جماعت خاتمه داده و آن‌ها را مطمئن نماید که کمیته در آتیه هم خود را مصروف راحت عامه خواهد نمود شروع به اصلاحات و تنظیمات نموده و برای اینکه امورات دارای حسن جریان بوده و در حدود افراط و تفریط و عدم صحت سیر نکند و مجالی برای اشخاص منفعت‌پرست و هرج و مرج طلب باقی نماند دواتر مملکتی را بر پنج پست تقسیم کرد و هریک از اعضای کمیته لزوماً یک پست را عهده‌دار شدند.
اکنون مطابق این اعلان تشکیل حکومت جمهوری شوروی را به قرار ذیل بشارت می‌دهد:
- میرزا کوچک خان (سر کمیسر و کمیسر مالیه)
- حیدر عمو اوغلی (کمیسر خارجه)
- خالو قربان (کمیسر جنگ)
- میرزا محمدی (کمیسر داخله)
- سرخوش (کمیسر قضایی)

و با امیدواری کامل به فضل خدای متعال عن‌قریب آسایش و رفاه عامه در تحت مراقبت‌نامه و اهتمام کافی حکومت جمهوری شوروی تهیه شده و تشکیل ادارات شوروی به‌طور رضایت‌بخش انجام خواهد شد.
کمیتهٔ انقلاب ایران (۲۳ برج اسد ۱۳۰۰)
پس از ورود حیدر عمو خان اوغلی با یک کشتی اسلحه به گیلان، کمیتهٔ انقلابی با شرکت خود او تشکیل یافت که هفته‌ای دو بار در ملاسرا تشکیل جلسه داده به بررسی امور می‌پرداخت. حیدر عمو اوغلی در بررسی‌های مقدماتیش تشخیص داد، چنانچه احسان الله خان در کمیته باقی بماند افراد کمیته را به هم ظنین خواهد کرد و دوباره فتنه برمی‌انگیزد؛ لذا به حضورش در کمیته راضی نبود. احسان الله خان نیز با اینکه ظاهراً از ورود عمو اوغلی ابراز خوشوقتی می‌کرد، اما باطناً ناراحت و دلتنگ بود زیرا یقین داشت با آمدن او زمام امور از کف‌اش در خواهد رفت.
اما در جلسهٔ دوم کمیته، اعلامیه‌ای منتشر شد که اعضای کمیته را به شرح زیر اعلام داشت:
میرزا کوچک خان (سر کمیسر و کمیسر مالیه) - حیدر عمو اوغلی (کمیسر خارجه) - میرزا محمدی (کمیسر داخله) - خالو قربان (کمیسر جنگ) - سرخوش (کمیسر قضایی).
در اعلامیهٔ اول احسان الله خان کمیسر قضایی بود و نامی از «سرخوش» برده نشده بود، درحالی‌که در اعلامیه بعدی نام احسان الله خان حذف گردید. قریهٔ کسما هنوز مرکز تشکیلات جنگل بود و شورای جنگلی‌ها در این نقطه تشکیل می‌یافت. سرهنگ غلامعلی خان انصاری مشاور نظامی و سلطان عبدالحسین سقفی به فرماندهی قواء تعیین شدند. چند افسر جوان نیز به تنظیم امور نظامی و مالی اشتغال یافتند. یک چاپخانه برای طبع اوراق رسمی افتتاح گردید که این چاپخانه را حیدر عمو اوغلی از روسیه با خود آورده بود. کارگاه‌های دستی برای تهیهٔ ملبوس نفرات شروع به کار نمودند. مالیه تحت نظر پیربازاری و معاونش، امور داخلی تحت نظر حبیب‌الله خان مدنی و کمیسون جنگ تحت نظر عطا الله خان امیر اداره می‌گردید. چند دبستان در شفت و کسما و ماسوله تأسیس یافتند که وظیفهٔ خود را برای تعلیم و تربیت دانش آموزان انجام می‌دادند و مقدمهٔ تأسیس یک دبیرستان شبانه‌روزی را فراهم ساختند. به دستور میرزا کوچک خان و به منظور کمک به قواء چریک، معین‌الرعایا که از جناح راست به قشون انگلیس حمله می‌کرد، مقداری اسلحه از ارتش سرخ که در باغ مدیریهٔ رشت اداره می‌شد به شیخ محمد علی فومنی تحویل داد. بعداً شیخ محد علی به میرزا خیانت نمود و برای شرکت در توطئهٔ ترور میرزا وارد فومن شد.

## تلاش برای فتح تهران
احسان‌الله خان با شور انقلابی‌ای که داشت نمی‌توانست آرام بگیرد و چون از عضویت در کمیتهٔ انقلاب برکنار شده بود، به منظور اینکه اعضای کمیتهٔ جدید (مخصوصاً حیدر عمو اوغلی) را با عمل انجام شده مواجه سازد، تصمیم می‌گیرد به تهران حمله‌ور شده، پایتخت دولت سلطنتی را متصرف سازد. مؤید این فکر ساعدالدوله فرزند سپهسالار محمدولی خان تنکابنی بود که در این وقت موقتاً از تهران آمده و احتمالاً مأموریت داشت احسان الله خان را برای فتح مرکز مملکت برانگیزد. پیشنهاد ساعدالدوله این بود که اگر از تنکابن به تهران حمله شود، موفقیت مهاجم قطعی است؛ و خود او حاضر است نیروهای چریک‌اش را در اختیار بگذارد و در یک چنین افتخاری شرکت کند. احسان که از شوق تسخیر مرکز سر از پا نمی‌شناخت به وعده‌های ساعدالدوله فریفته شد. لذا با تجهیز سه‌هزار روس و ایرانی به دنبال اجرای این نقشه رفت و هنوز از پل زغال دور نشده بود که ناگهان نیروی قزاق و واحدهای جنگی ساعدالدوله او را محاصره کردند و جنگ سختی بینشان درگرفت که منتهی به تفرقه و هزیمت نیروی مهاجم گردید. احسان که به زحمت جانش را از خطر نجات داده بود به رشت مهاجرت و نیروی متواری شدهٔ او را ساعدالدوله خلع سلاح نمود.
این واقعه مربوط به اردیبهشت ماه ۱۳۰۰ است، یعنی زمانی که روس و انگلیس دربارهٔ «مسئلهٔ ایران» به «توافق» رسیده بودند و روتشتن سفیر شوروی وارد ایران شده بود. روتشتن وقتی خبر نزدیک شدن احسان به پایتخت را می‌شنود، با تعلیماتی که از طرف زمامداران شوروی برای پایان دادن به انقلاب گیلان داشت، کسانی را محرمانه نزد فرماندهان روس احسان فرستاد و به آن‌ها دستور داد خود را فوری از معرکه کنار بکشند. این مطلب از آنجا معلوم شد که فرماندهان روس همراه احسان، هنگام حملهٔ قزاقان دولت هیچ‌گونه عکس‌العملی از خود نشان ندادند. احسان که پس از شکست به خدعهٔ ساعدالدوله متوجه می‌شود، قول مؤکد می‌دهد که از او انتقام بگیرد. اما برای این کار کمی دیر شده بود.

## توافق سیاست شوروی و بریتانیا
کراسین از طرف مقامات اتحاد جماهیر شوروی برای مذاکرات اقتصادی به لندن رفته بود که دامنهٔ مذاکرات به انقلاب گیلان کشیده شد. دیپلماسی بریتانیا سیاستی را تعقیب می‌نمود که لازمهٔ اجرای آن پایان یافتن انقلاب گیلان بود. دولت شوروی که امتیازاتی از بریتانیا به دست آورده بود، می‌بایست متقابلاً امتیازاتی هم به این دولت می‌داد.
احمدشاه قاجار در زمان جشن تاجگذاری‌اش که در روز ۶ اردیبهشت‌ماه ۱۳۰۰ برپا شد خطاب به روتشتن چنین گفت: «امیدوارم در آینده روابط حسنهٔ دولتین برقرار گردد. یقین دارم قضیهٔ اسف‌بار گیلان در نتیجهٔ اهتمامات شما هرچه زودتر خاتمه یافته و طوری نخواهد شد که سکته به روابط دوستی دو ملت وارد آید.»
روتشتن نیز این نکته را در نطقش گنجانید: «خاطر اعلیحضرت همایونی را مطمئن می‌سازد که دولت متبوعه دوستدار نظر به تعهداتی که در هنگام انعقاد قرارداد نموده با نهایت صمیمیت اقدام‌های لازم را برای تصفیهٔ مسئلهٔ گیلان اتخاذ خواهد نمود.»
با تنظیم قرارداد ایران و شوروی دستور تلگرافی به «کیگالو» فرمانهٔ نیروی شوروی در گیلان رسید که نشان می‌داد فصل جدیدی در سیاست دو کشور باز شده است. متن این تلگراف این‌گونه بود که سفیر شوروی بایستی انقلاب گیلان را به طرزی خاموش کند که لطمه‌ای به وجههٔ آزادی‌خواهانهٔ شوروی وارد نسازد. روز بعد «کیگالو» برای دیدار میرزا به کسما رفت و مراتب را در محیط صمیمانهٔ‌ای با وی در میان نهاد و میرزا را از جریان سیاست‌های پشت پرده آگاه ساخت. میرزا از احساسات کیگالو و از اینکه حاضر شد رنج سفر را به خود هموار سازد تشکر کرد.
میرزا پس از مشورت با چند تن از سران جنگل، سعدالله خان درویش را با پیام مخصوص به تهران فرستاد. او با روتشتن سفیر کبیر شوروی و سران تهران مذاکره کرد و این مطالب را با آنان در میان گذاشت:
«
1. اصلاحات اساسی در کلیهٔ دوایر کشور به عمل در آید. به‌طوری‌که امنیت داخلی و آزادی‌های ملی توأم با حفظ منافع بیگانگان تأمین گردد.
2. هیئت دولت قول دهد قراردادهای مخالف اقتدارات ملی را فسخ نماید و در اجرای تعهداتی که برای حفظ استقلال و آزادی کشور لازم است ذمه‌دار باشد.
3. واگذاری امنیت گیلان به جنگلی‌ها و تأدیهٔ حقوق افراد از درآمدهای محلی.
4. انتصاب فرماندار و رئیس دارایی و همچنین افسران ژاندارمری به تصویب جمعیت.
5. آزاد بودن احزاب و سعی وافی در توسعهٔ فرهنگ در شهرها و قصبات.
6. عقب‌نشینی قواء دولت از فرونت‌ها به قزوین.
7. قواء جنگل زائد بر میزان موجود افزایش نخواهند یافت.»[۲۱]

سعدالله خان حامل پیام متقابلی برای میرزا شد. او برای بار دوم به تهران رفت که نتیجه با بار اول فرقی نداشت، زیرا در تصمیمات متخذه هیچ تغییری روی نداده بود. عاقبت واقعهٔ ملاسرا پیش‌آمد که قطع و فصل کارها را به شمشیر محول ساخت.

## واقعهٔ ملاسرا
به میرزا خبر رسیده بود زمینهٔ یک توطئه‌ای برای درهم کوبیدنش در شرف آماده شدن است و هدف این توطئه، به دست گرفتن قدرت است. قرائن و شواهدی نیز صحت این مسئله را تأیید می‌نمود. به فرماندهی ارتش سرخ گیلان تلگرافی رسیده بود که چون عمو اوغلی با مقداری اسلحه و جواهر از روسیه فرار کرده است، بایستی فوراً دستگیر و به روسیه بازگشت داده شود. اما عمو اوغلی بدون اجازهٔ مقامات شوروی به ایران نیامده بود. این مسئله کم‌کم عمو اوغلی را ناخشنود ساخت و به این فکر رسید که پیشروی انقلاب با اوضاع فعلی ناممکن است. او پیشنهاد کناره‌گیری‌اش را مطرح ساخت و اینکه به تبریز برود و از آنجا کم‌کم مقدمات پیشروی انقلاب را فراهم سازد. اما کمیته این پیشنهاد را نپذیرفت و وجودش در گیلان را ضروری‌تر می‌دانست. عمو اوغلی ابتدا گله‌گذاری نمود و بعد تغییر کرده و به اعتراض پرداخت، بعد دگرگون شد و تصمیم گرفت زمام قدرت را به دست آورد. بدین جهت دو رهبر انقلاب به یکدیگر بدبین شدند. بار دیگر جناح دیگر انقلاب تصمیم گرفتند با جنگل درافتاده، پیشوایش را به هر تقدیر از صحنهٔ انقلاب گیلان براندازند. میلیون ایران که بدین قضیه آگاه گشته بودند پیامی به جنگل فرستاده و طرفین را به اتخاذ روش عاقلانه نصیحت نمودند. سید حسن مدرس نیز با پیام‌های مکرر آمدن میرزا به تهران را تأکید می‌نمود. میرزا در یک جلسهٔ خصوصی سران جنگل همهٔ مسائل را مطرح می‌کند. در این جلسه تصمیماتی گرفته می‌شود و رأی اتفاقشان بر این است که اعضای کمیته را گرفته و محاکمه کنند.
روز ۲۶ محرم ۱۳۴۰ قمری، عمو اوغلی، سرخوش و خالو قربان در ملاسرا حضور می‌یابند، که ناگهان واقعه‌ای که هیچ‌کس انتظارش را نداشت به وقوع می‌پیوندد. غریو پیاپی شلیک تفنگ و مسلسل از اطراف برمی‌خیزد و عمارت کمیته را زیر آتش می‌گیرد. این عده که از این واقعه متعجب شده‌اند شلیک و تیراندازی را پاسخ می‌دهند. معین‌الرعایا، اسماعیل جنگلی و گائوک آلمانی مأمور دستگیری اعضای کمیته بودند. مهاجمان نزدیک‌تر شدند و بمب و نارجک دستی را به میدان آوردند. در اینجا عمارت ملاسرا آتش زده شد. مهاجمان با مدافعان درگیر شدند خالو قربان خود را از بالای عمارت پرت کرد و با اسلحه شلیک می‌نمود. کاس آقا حسام نیز خود را از عمارت پرت کرد اما سرخوش نتوانست فرار کند و در میان آتش سوخت. بعد از پایان حریق به دست آمده چند نفر از مهاجمان هم مقتول و مجروح شدند. حیدرعمو اوغلی که از این اتفاقات زیاد دیده بود خود را تا پسیخان رساند اما آنجا شناخته شده و دستگیر گردید. خالو قربان متواری شد و سه شبانه‌روز خود را در جنگل مخفی ساخت و سپس به رشت رسید. عمو اوغلی را به کسما فرستادند و چند روزی همان‌جا نگهش داشتند. او حق ملاقات داشت اما غالباً جز دشنام نسبت به میرزا چیزی نمی‌گفت. همین هنگام فردی تقاضای ملاقات عمو اوغلی را داشت اما چون جنگلیان او را نمی‌شناختند و به منظور سر بازکردن، عبدالحسین خان به او نامه‌ای نوشته و خبر مرگ حیدر عمو اوغلی به دست قراول را داد. اما عمو اوغلی تا در کسما نگهداری می‌شد زنده بود. واقعهٔ ملاسرا باعث وقوع یک جنگ هفت روزه بین جنگلی‌ها در مقابل کردها و روس‌ها گردید.
احمدخان تهمتن که یکی از سران جنگل بود به رشت حمله برد و کریم خان کُرد و اتباعش را که در خانهٔ قوام‌زاده ساکن بودند از رشت بیرون کرد.

## پایان یافتن انقلاب گیلان
پس از ورود رضاخان به رشت، قواء دولتی بر اوضاع مسلط شد. از قواء متفرقهٔ جنگل کسانی که مقاومت می‌نمودند دستگیر و کشته می‌شدند. البته مقاومت در این لحظه ثمری نداشت، زیرا نه سازمانی باقی‌مانده بود و نه مأمنی که به آنجا پناه برده شود و نه فرماندهی که از روی تاکتیک صحیح عملیات جنگی را اداره نماید. سلطان عبدالحسین خان ثقفی فرماندهٔ قواء جنگل که از تمامی قوایش جدا شده، چند روزی با میرزا در حال عقب‌نشینی و فرار بود دستگیر شد. طولی نکشید که پناهگاه سایر سران غیرنظامی نیز کشف شد و تحویل زندان شدند. تنها سه تن از معاریف جنگل (میرزا - گائوک - معین‌الرعایا) باقی‌مانده بودند که قواء دولتی تعقیبشان می‌نمود. سرانجام معین‌الرعایا نیز تسلیم شد. میرزا قصد داشت به خلخال نزد عظمت خانم فولادلو برود. عظمت خانم خلخالی به محض شنیدن اینکه میرزا کوچک آهنگ خلخال نموده با همهٔ مخاطراتی که پیش‌بینی می‌کرد چند صد تن سوار به پیشواز فرستاد تا او را به سلامت به مقصد برسانند. اما کمی دیر شده بود و میرزا و هوشنگ سرانجام زیر سرمای شدید از پای درآمدند.

## سران حکومت
| صدر شورای کمیسرهای خلق |                       |  |           |                  |                  |
| ۱                      | میرزا کوچک خان جنگلی  |  | ۱۲۵۷–۱۳۰۰ | ۱۶ خرداد ۱۲۹۹    | ۹ مرداد ۱۲۹۹     |
| صدر کمیته انقلاب ایران |                       |  |           |                  |                  |
| ۲                      | احسان‌الله خان دوستدار |  | ۱۲۶۳–۱۳۱۷ | ۹ مرداد ۱۲۹۹     | ۱۸ اردیبهشت ۱۳۰۰ |
| (۱)                    | میرزا کوچک خان جنگلی  |  | ۱۲۵۷–۱۳۰۰ | ۱۸ اردیبهشت ۱۳۰۰ | مهر ۱۳۰۰         |
| (۲)                    | احسان‌الله خان دوستدار |  | ۱۲۶۳–۱۳۱۷ | مهر ۱۳۰۰         | ۱ آبان ۱۳۰۰      |

منبع: World Statesmen